# Aschermittwoch (1989)
Aschermittwoch ist ein Dokumentarfilm des DEFA-Studios für Dokumentarfilme von Lew Hohmann aus dem Jahr 1989.

## Handlung
Die alleinstehende Mutter Angelika Wettstein sitzt mit ihren Kindern Stefan, Beatrice, Nadine, Sebastian, Christine und Stefanie am Frühstückstisch und stellt ihre Familie vor. Sie hatte 1973 geheiratet und wurde 1988 geschieden. Während dieser Zeit hat sie nicht gearbeitet und musste sich nach der Scheidung wieder eine Arbeitsstelle suchen. Bedingung war, dass sich diese in der Nähe ihrer Wohnung befand und so bewarb sie sich in der Kaufhalle Pappelallee in Berlin-Prenzlauer Berg. Hier verdient sie als Kassiererin zwischen 800 und 900 Mark, dazu kommen noch 750 Mark Kindergeld und 570 Mark Alimente. Das reicht für sie und ihre Kinder zum Leben, jedoch kann sie davon nichts mehr sparen. Sollten neue Anschaffungen erforderlich sein, wird das mit allen abgesprochen. Manchmal klappt das aber nicht so, denn der zuletzt vorgesehene neue Schuhschrank musste einem Alf aus Plüsch zum Opfer fallen, den sie für 106 Mark unbedingt für ihre Kinder kaufen wollte.
Die Arbeit in der Kaufhalle gefällt ihr. Nur, dass ein Teil der Kunden den Frust an ihr auslässt, wenn mal einige Artikel nicht vorrätig sind, ärgert sie, denn sie hat ja den Mangel nicht verursacht. Frau Wettstein stellt aber auch fest, dass die Kassiererinnen am meisten arbeiten müssen und wenn ein Fehlbetrag in der Kasse ist, kann es vorkommen, dass sie am Monatsende einen Abzug erhalten. Die Arbeit hat aber auch den Vorzug, dass man manchmal an Raritäten herankommt, die sonst eher selten im Angebot sind. Doch die kauft sie nur für ihre Familie und nicht für Bekannte, wie es einige ihrer Kollegen tun. Wenn ihre Kinder Fragen haben oder etwas benötigen, besuchen sie ihre Mutter an der Kasse. Dort erhalten sie auch mal kurze Anweisungen, weshalb aber Angelika das Kassieren nicht unterbricht. Der Rest des Tagesablaufs ihrer Familie ist streng durchorganisiert und klappt auch, da die Kinder schon sehr viel allein erledigen können.
Voller Stolz erzählt Angelika, dass ihr Sohn als talentierter Fußballspieler mit einer Berliner Schülermannschaft zu einem Turnier nach Peking eingeladen wurde. Auch die dort erhaltenen Geschenke bleiben nicht unerwähnt. Auf die Frage, ob sie gern einmal verreisen würde, antwortet sie, dass ihr eine Reise innerhalb der DDR schon gefallen würde oder eine Reise mit dem Traumschiff, aber die Arkona fährt ja doch nur nach Kuba, stellt sie fest.

## Produktion und Veröffentlichung
Aschermittwoch wurde von der künstlerischen Arbeitsgemeinschaft dokument unter dem Arbeitstitel Kassiererin als Schwarzweißfilm gedreht und hatte am 19. Oktober 1989 seine erste nachweisbare Aufführung in der Reihe Angebote im Berliner Kino Babylon.

## Auszeichnungen
- 1989: Europäisches Kurzfilmfestival Berlin: Lobende Erwähnung[2]